# Ashera
L'Ashera è un ibrido felino commercializzato dalla società statunitense di biotecnologie Lifestyle Pets come animale domestico ipoallergenico a partire dal 2006 . L'animale sarebbe stato ottenuto incrociando il gatto domestico con felini selvatici (il gatto del Bengala e/o il serval) selezionando una razza felina che possiede una variante ipoallergenica della proteina Fel d 1 (il principale allergene del gatto, presente nella saliva e nelle ghiandole sebacee). L'Ashera può arrivare a pesare fino a 15 chilogrammi. La durata della vita è stimata in circa 25 anni. È una razza sterile, riprodotta solo in laboratorio ed in pochi esemplari. I tempi di attesa per ottenerlo sono piuttosto lunghi, si può arrivare a 9 mesi. Un esemplare costa circa 22.000 dollari , ma può arrivare a costarne anche 120.000 . Il costo del mantenimento si stima all'incirca in 200 dollari al mese.
In Italia il possesso di un Ashera non è consentito ai privati, a causa della natura selvatica delle razze da cui deriva, considerate molto pericolose.

## Razze
Sono quattro le varianti proposte:
- Standard Ashera: il più classico, con macchie di leopardo sul mantello color miele e orecchie appuntite
- Ipoallergenic: Standard, ma con una ridotta versione della proteina responsabile di allergie
- Snow Ashera: ha il mantello bianco con righe color ambra
- Royal Ashera: la più rara e costosa, con mantello color crema ricoperto da macchie o righe nere o arancioni.

## Controversie
L'esistenza di una variante genetica della proteina Fel d 1 e la reale natura dell'ibrido è oggetto di controversie. Nel gennaio del 2008 la polizia olandese confiscò tre esemplari di Ashera presso l'aeroporto di Amsterdam-Schiphol sospettando - a causa della taglia e del mantello di questi felini - una violazione della convenzione CITES che regola il commercio internazionale delle specie in via d'estinzione . Una contemporanea inchiesta, condotta dal quotidiano San Diego Union-Tribune, raccolse la testimonianza di Chris Shirk, un allevatore della Pennsylvania, che affermò di aver riconosciuto dalle foto degli esemplari confiscati tre esemplari di tipo F1 di Savannah - un altro ibrido felino, molto simile di aspetto, ma non ipoallergenico - che aveva venduto alcuni mesi prima proprio alla Lifestyle Pets; l'allevatore dichiarò anche la sua disponibilità a fornire alle autorità olandesi dei campioni di DNA dei tre esemplari per una comparazione e, nel giugno 2008, affermò che il responso di queste analisi avrebbe confermato le sue affermazioni. Il proprietario di Lifestyle Pets, Simon Brodrie, negò ogni addebito e accusò il giornalista di essere stato pagato da un'azienda concorrente per screditarlo .